# Michele Tarcaniota
Michele Tarcaniota (in greco Μιχαήλ Παλαιολόγος Ταρχανειώτης?; ... – 1284) fu un nobile e generale bizantino, attivo contro i Turchi in Asia Minore e contro gli Angioini nei Balcani dal 1278 fino alla sua morte per malattia nel 1284.

## Biografia
Michele Tarcaniota era figlio di Niceforo Tarcaniota, Grande domestico di Giovanni III Vatatze (r. 1221-1254), e di Maria-Marta Paleologa, sorella maggiore di Michele VIII Paleologo (r. 1259-1261). La sua famiglia sostenne l'ascesa al trono di Paleologi nel 1259 e il nuovo imperatore ricompensò Michele e i suoi fratelli: essi vennero a vivere nel palazzo imperiale, mentre alla fine Michele e il fratello minore Andronico ricevettero le alte cariche di protovestiario e megas konostaulos rispettivamente, e il terzo fratello, Giovanni, divenne generale.
Appare per la prima volta nelle fonti partecipando alla campagna del 1262 contro il Despotato d'Epiro condotta dallo zio, Giovanni Paleologo. Nel 1278, salito alla carica di Grande domestico, Tarcaniota accompagnò il cugino, il giovane co-imperatore Andronico II Paleologo (r. 1282-1328) in una spedizione contro i Turchi in Asia Minore. La campagna riuscì a scacciare i Turchi dalla valle del fiume Meandro. Tarcaniota, su ordine di Andronico, ricostruì, fortificò e ripopolò la città di Tralles, che il giovane sovrano intendeva rinominare Andronicopoli o Paleologopoli. Pochi anni dopo, però, la città, scarsamente rifornita di acqua e provviste, fu assediata e conquistata dall'emiro di Menteşe.
Nella primavera del 1281, Tarcaniota guidò l'esercito bizantino inviato a soccorrere la città di Berat in Albania, assediata dall'esercito angioino. Le truppe di Tarcaniota catturarono il comandante angioino, Ugo di Sully, in un'imboscata; a quel punto il suo esercito fu preso dal panico e fu sconfitto dai Bizantini con gravi perdite. Tarcaniota fu accolto in pompa magna a Costantinopoli, dove fece sfilare il prigioniero Sully in un corteo trionfale attraverso la città; ma declinò l'offerta di promozione al titolo di Cesare per modestia. Nel 1283/1284, Tarcaniota fu posto da Andronico II a capo della campagna contro Giovanni I Ducas di Tessaglia. Le forze di Tarcaniota marciarono verso la Tessaglia, dove furono raggiunte da una flotta bizantina e assediarono la città portuale di Demetriade. La città cadde, ma lo scoppio di un'epidemia (probabilmente malaria) uccise molti soldati, tra cui Tarcaniota, e costrinse il resto dell'esercito a ritirarsi.

## Matrimonio e discendenza
Tarcaniota sposò Maria, figlia del Megaduca Alessio Ducas Filantropeno, poco prima del 1262. Insieme ebbero tre figli: un figlio senza nome a cui fu data la carica di protosebastos, una figlia di cui non si conosce il nome che sposò Alessio Raulo e il famoso generale e ribelle Alessio Filantropeno il Giovane.